# 宋齊丘
宋齊丘（887年—959年），本字超回，改字子嵩，豫章（現南昌）人。南唐大臣，官至宰相，後得罪李璟，被賜死，谥醜繆。集六卷，现存诗三首。

## 簡介
早年随父移居洪州（今江西南昌）。起初，他通过骑兵將領姚克瞻會见执掌吴国实权的徐知诰，擔任徐知诰的谋士，主张田税不收现金，改为缴纳五谷、布帛，“虚抬时价，折纳绸绵绢本色”，并废除丁口税。这些建议遭朝臣反对。徐知诰以此为劝农上策，大力实施，不到十年，江淮“旷土尽辟，桑拓满野”，吴国富强。徐温死后，徐知诰拥杨溥称帝，自任为都督中外诸军事。大和三年（931），徐知诰出镇金陵，执掌吴国大权，使子徐景通留扬州管国政，任宋齐丘为吴宰相。
徐知誥建立南唐（935年）称帝后，升元元年（937年）宋齐丘拜相，為同平章事，適逢石敬瑭滅後唐，徐知誥是徐家養子，本李姓，於是齊丘建議徐知誥的族譜要附會已滅亡的李唐，從此以唐皇宗室自居，以期完成中興大業。宋齐丘献计将杨溥一族幽禁于泰州。不久出为镇南军节度使。
元宗李璟即位后，保大元年（943年），召为中书令。宋齐丘与李征古、陈觉、冯延巳、冯延鲁、李文徽等人“结为朋党”，时人谓之五鬼，孙晟、常梦锡、韩熙载等人则为另一党，兩黨勢如水火，危及新主李璟的地位。保大十年（952年）三月，冯延巳与孙晟同为平章事，互不相能。徐铉、韩熙载控告宋齐丘、冯延巳结党营私，帝李璟罢冯延巳为太子少傅。宋齐丘怀恨在心，诬蔑韩熙载嗜酒无度，李璟贬韩熙载为和州司士参军。
南唐保大末年（957年），南唐为后周所败，盡失淮南、江北之地。南唐将領馮延魯兵敗被俘，孫晟出使後周被殺。后周显德五年（958年），南唐向后周称臣。南唐中兴元年（958年）十月，李璟先杀陈觉，是年十一月将宋齐丘押送青阳县九华山安置，次年春賜死，一作李璟命锁上他的房门，在墙上挖洞给他送饭，他不堪其辱自缢而死，临死说这是自己献计幽禁杨溥一族的报应。谥醜繆。